# Mormyrus macrophthalmus
Mormyrus macrophthalmus es una especie de pez elefante eléctrico perteneciente al género Mormyrus en la familia Mormyridae presente en varias cuencas hidrográficas de África, entre ellas los ríos Cross y Sanaga, y las cuencas del Níger y Volta. Es nativa de Benín, Burkina Faso, Camerún, Costa de Marfil, Ghana, Guinea, Mali, Nigeria y Togo; y puede alcanzar un tamaño aproximado de 30,0 cm.

## Estado de conservación
Respecto al estado de conservación, se puede indicar que de acuerdo a la IUCN, esta especie puede catalogarse en la categoría «Preocupación menor (LC)».